# 全浦和野球団
全浦和野球団（オールうらわやきゅうだん）は、埼玉県さいたま市に本拠地を置き、日本野球連盟に所属する社会人野球のクラブチームである。

## 概要
1969年、当時の浦和市教育長の発案で、青少年の育成とふるさと作りの一環として設立された。埼玉県内では古豪のクラブチームである。
設立当初は、本田技研や日本通運の企業チームとも互角の試合をするなど評判が高かったが、当時は全国大会が2つ（都市対抗野球大会と日本産業対抗野球大会）しかなく、クラブチームは都市対抗野球しか目標がなかった状況の下で、全国大会への道は遠かった。
しかし、1976年にクラブチームの日本一を決める全日本クラブ野球選手権大会が始まると、その第1回大会の優勝チームとなり、そこから3連覇を果たす（同大会の3連覇は全浦和野球団と全足利クラブの2チームしか成し得ていない）。
近年は全国大会への出場も少なくなってはいるが、依然として埼玉県のクラブチーム界をリードする存在となっている。

## 設立・沿革
- 1969年 - 埼玉県浦和市で、青少年の育成とふるさと作りの一環でクラブチーム『全浦和野球団』として創部。
- 1976年 - 全日本クラブ野球選手権大会に初出場（第1回大会；優勝）。
- 1977年 - 全日本クラブ野球選手権大会で2連覇。
- 1978年 - 全日本クラブ野球選手権大会で3連覇。
- 2001年 - 市町村合併に伴い、本拠地が埼玉県さいたま市に変更。

## 主要大会の出場歴・最高成績
- 全日本クラブ野球選手権大会：出場9回、優勝3回（1976、1977、1978年）
- JABA一関市長旗争奪クラブ野球大会：優勝1回（2004年）

## 出身プロ野球選手
- 小林憲幸（投手） - 四国アイランドリーグの徳島インディゴソックスを経て、2007年育成選手ドラフト3位で千葉ロッテマリーンズに入団